# Uroctea manii
Espèce
Uroctea manii est une espèce d'araignées aranéomorphes de la famille des Oecobiidae.

## Distribution
Cette espèce est endémique d'Inde.

## Publication originale
- Patel, 1987 : « A new species of spider of the genus: Uroctea (Urocteidae) from India ». Biological Bulletin of India, vol. 9, p. 193-195.